# Callistochiton adenensis
Callistochiton adenensis är en blötdjursart som först beskrevs av E.A. Smith 1891.  Callistochiton adenensis ingår i släktet Callistochiton och familjen Ischnochitonidae.
Artens utbredningsområde är Adenviken. Inga underarter finns listade i Catalogue of Life.